# SS Sansinena
El SS Sansinena fue un petrolero liberiano que explotó en el puerto de Los Ángeles el viernes 17 de diciembre de 1976 a las 19:33 horas. Estaba atracado en el muelle 46 del puerto de Los Ángeles en San Pedro, California.
El buque era un superpetrolero de 60.000 toneladas, construido en 1958. En su último puerto de escala, Sansinena había descargado su carga de petróleo crudo y estaba cargando lastre y combustible cuando una explosión masiva partió el barco en dos y destruyó varios edificios del puerto. La explosión destrozó ventanas en kilómetros a la redonda, arrojó todo el puente central sobre el muelle y desencadenó un incendio que se extendió por el muelle y alrededor del petrolero. El Departamento de Bomberos de Los Ángeles pronto llegó al lugar para contener el incendio y rescatar a los sobrevivientes. Uno de los incendios, alimentado por tuberías de combustible subterráneas, ardió durante cuatro días.
Una investigación de la Guardia Costera de los Estados Unidos concluyó posteriormente que el incidente fue causado por la acumulación de vapor de hidrocarburos inflamables en la cubierta del barco, causada por un sistema de ventilación mal diseñado y deteriorado, así como por una práctica insegura (dejar todos los respiraderos abiertos durante el lastrado). La fuente de ignición nunca fue identificada.
El recuento oficial de víctimas fue:
- 9 muertos (ocho tripulantes y un guardia de seguridad del muelle).
- 46 heridos, 9 requirieron hospitalización.

La explosión del Sansinena y los detalles técnicos del incidente fueron presentados como el primer segmento de Desastres de ingeniería en un episodio de la serie de televisión Maravillas Modernas de History Channel.